# Далмацьке королівство
Далмацьке королівство (нім. Königreich Dalmatien; хорв. Kraljevina Dalmacija) — васальне королівство, адміністративна одиниця (королівство) монархії Габсбургів з 1815 до 1918 року. Столиця — Задар.

## Історія
Далмацьке королівство було утворене з районів, які Габсбурзька монархія  відвоювала у Французької імперії 1815 року. Вона як і раніше мала окремий адміністративний поділ у складі Габсбурзької монархії до 1918, коли велика частина її території (виключаючи Задар і Ластово) стала частиною держави словенців, хорватів і сербів і Королівства сербів, хорватів і словенців (що згодом отримала назву Югославія).  

## Демографія
Згідно з австрійським переписом 1880 у Королівстві проживали такі етнічні групи:    
- 371.565 хорватів
- 78.714 сербів
- 27.305 італійців

Великі міста (1900)    
- Задар 32.506 мешканців
- Спліт (27198)
- Шибеник (24751)
- Дубровник (13174)